# محمد أمين أرسلان
محمد بن أمين أرسلان (1838 - 1869) كاتب وسياسي لبناني في العهد العثماني. من الشويفات ينتمي إلى عائلة أرسلان الدرزية المعروفة، استوطن بيروت. استدعته الدولة العثمانية إلی الآستانة لتعهد إليه ببعض مهام فعاجلته المنية فيها وله من العمر 31 سنة وبضعة أشهر.

## سيرة
ولد محمد بن أمين بن عباس ابن فخر الدين بن حيدر بن سليمان أرسلان في الشويفات سنة 1838 وطلب العلم بها ودرس إلى جانب العربية اللغة التركية والفرنسية وشيئاً من الإنجليزية والإيطالية. كان من هواة التصوير اليدوي والفوتوغرافي ونظم شيئاً من الشعر الرائق. في سن الخامسة عشرة تولى إدارة الغرب الأسفل برعاية والده سنة 1852 ثم وجّهت إليه رتبة قبوجي باشي. وفي سنة 1858 مرض والده ومات فاحيلت إليه وكالة القائمقامية، ثم صار أصيلا في السنة التالية بعد وفاة والده ووُجَهت إليه رتبة اصطبل عامرة.

وفي سنة 1859 حضر الاجتماع الذي عقده وجيهي باشا لزعماء البلاد في المديرج لتسوية المعركة الدامية التي وقعت في بيت مري. اعتقل مع زعماء الدروز الذين اعتقلهم فؤاد باشا على أثر أحداث 1860. فبرئت ساحته بعد أربعة أشهر من السجن، وعندما ألغي نظام القائقائية سكن بيروت وأكّب على القراءة والتأليف ثم أسهم في تأسيس الجمعية العلمية السورية 1861. وصار بعدئذ رئيسا لها. وكانت مهمة هذه الجمعية جمع الشمل وإعادة الود المفقود بين مختلف الطوائف. وفي سنة 1868 صار عضواً في مجلس شورى الدولة مع المرتبة الأولى، فسافر إلى الآستانة فنال هناك المكانة الرفيعة.

## وفاة
في 1869 مات في الآستانة على اثر تسمم من قطرة الأتروبين في عينه وقد ذكرت هذه الحادثة كمثل لنوادر الأتروبين وهو ما لم يحدث لأحد قبله، وله من العمر 31 سنة وبضعة أشهر ودفن في تربة السلطان أيوب، وقد أرخ ضريحه ناصيف اليازجي بهذين البيتين :

## آثار
له من التأليف:
- أصول التاريخ
- اختبار الأخبار في أحوال التاريخ
- تشحيذ الأذهان في المنطق
- الكلمة في الصرف والنحو
- حقائق النعمة في أصول الحكمة
- المسامرة في المناظرة
- بديع الألباب في التصريف والأعراب
- تعديل الأفكار في تقويم الأشعار
- توجيه الطلاب في علم الآداب
- سرّ الاظهار في النحو
- الأجلّ في الأعراب
- فرح بن سرور، رواية
- التحفة الرشدّية في اللغة التركية
- تمثال الأحوال في مبادیء الأعمال
- عظمة العرب وسقوطهم

أدركته المنية قبل إتمام الأخيرين، ولم يطبع من هذه الكتب غير التحفة الرشدية. وكان له مع بعض الشعراء مراسلات منهم ناصيف اليازجي.